# Buchy (Mosella)
Buchy è un comune francese di 112 abitanti situato nel dipartimento della Mosella nella regione del Grand Est.

## Società

### Evoluzione demografica
Abitanti censiti